# Ruta A-93
La ruta A-93 es una ruta regional primaria que se encuentra en el norte Grande de Chile en la Región de Arica y Parinacota. En su recorrido de 105,7 km une la ruta internacional 11-CH y Putre con Visviri en el encuentro limítrofe de Chile, Bolivia y Perú en el hito Tripartito. Su trazado es el punto de inicio de la ruta Andina, que se extiende más al sur.
Es una ruta que se construyó sobre un camino de penetración. Se mejoró por parte del Cuerpo Militar del Trabajo (CMT), un organismo del Ejército de Chile, considerándose una obra de zona con difícil acceso y alejada de centros de abastecimiento.
La ruta es de tierra hasta el acceso norte a la localidad de Caquena. Desde este punto la ruta es de ripio y se convierte en asfalto en el sector de Huyancayane, donde se pavimentaron recientemente 41 km hasta Visviri. Aquí existe la opción de desviarse hacia Charaña y La Paz en Bolivia por el Paso fronterizo de Visviri (en el poblado está la aduana de control fronterizo con todos los servicios controladores). Desde la capital comunal en dirección al norte nuevamente la ruta es de tierra, hasta el hito Tripartito. Dada las características geográficas de la región, la carretera circula por sectores sinuosos.
El rol asignado a esta ruta fue ratificado por el decreto MOP N.º 2136 del año 2000.

## Ciudades y localidades
Los accesos inmediatos a ciudades y localidades, y las áreas urbanas por las que pasa esta ruta de sur a norte son:

### Región de Arica y Parinacota
Recorrido: 105 km (kilómetro 0 a 105).
- Provincia de Parinacota: Parinacota (km 3), Lauca (kilómetro 5), Chañopalca (km 19), Nasahuento (km 40), Chujlluta (km 43), Ancopujo (km 47), Pucara (km 53), acceso a Guacoyo y Cosapilla (km 63), Humaquilca (km 67), acceso a Guañaquilca y Cosapilla (km 71), Guallancallane (km 74), Visviri (km 90).